# 信参鉄道
信参鉄道（しんさんてつどう）は、愛知県新川から安城、挙母、足助を経て長野県飯田に至る鉄道建設を計画し、工事中に頓挫した鉄道会社である。

## 沿革
- 1900年（明治33年）
  - 4月11日 - 新川町新川小学校第一教室で「信参鉄道創立会」を開催[4]。
  - 6月13日 - 新川小学校で創立委員会を開催[4]。
  - 6月16日以前 - 仮定款を策定[5]。
  - 6月16日 - 本定款を策定[4]（※後年の訴訟で名古屋地方裁判所は本定款の成立を認めず[5]）。
  - 9月25日 - 信参鉄道を出願。発起人は子爵内藤政共他120名[6]。
- 1901年（明治34年）5月30日 - 新川・足助間の鉄道敷設仮免許を取得[7][8]。有効期間24ヶ月[6]。
- 1903年（明治36年）5月 - 本免許を申請するも翌年まで延期される[9]。
- 1904年（明治37年）- 日露戦争の勃発によりさらに2年延期[9]。
- 1906年（明治39年）
  - 3月25日 - 創立総会を開催[10]。取締役に伯爵副島道正ほか6名、監査役に古橋源六郎ほか2名を選定。副島道正を社長とし本社予定地を新川町とする[6]。
  - 4月 - 新川・足助間の本免許を申請[6]。
  - 12月25日 - 新川・足助間の本免許を取得[11]。
- 1907年（明治40年）
  - 6月 - 信参鉄道株式会社設立[12]。
  - 11月 - 工事着工[13]。安城町で第1回株主総会開催[14]。
  - 12月 - 足助・辰野間および挙母・名古屋間の鉄道敷設申請[6][13]。
- 1908年（明治41年）7月 - 副島道正が社長を辞任し取締役理事の築山和一が事務を代行[14]。社長後任は南梃三（就任時期不明）[15]。
- 1910年（明治43年）12月 - 足助・辰野間および挙母・名古屋間の鉄道敷設申請が却下される[13]。
- 1911年（明治44年）12月5日 - 軽便鉄道に指定[16]。
- 1914年 （大正3年）
  - 5月22日 - 挙母・足助間の免許が取り消される[17]。
  - 10月 - 債権者からの申出により枕木などが競売に出される[3]。
  - 10月21日 - 矢作・挙母間の免許が取り消される[18]。
- 1915年 （大正4年）
  - 1月5日 - 取締役会により当面は社長を置かず理事2名を代表と定める。互選により坂野憲治、築山康平が理事に就任[3]。
  - 11月8日 - 名古屋地方裁判所から破産宣告を受ける[1]。
- 1916年（大正5年）
  - 3月16日 - 破産管財人が発起人らに対し株式第1回払込未済金を請求。破産管財人が原告となり名古屋地方裁判所へ訴状を提出[19]。
  - 8月17日 - 信参鉄道株式会社解散[20]。新川・矢作間の鉄道免許も失効[21]。
  - 12月27日 - 訴訟判決。名古屋地方裁判所が原告の請求を棄却[22]。

## 計画区間
免許線
新川・足助線
- 新川 - 鷲塚 - 米津 - 安城（東海道本線と連絡） - 宇頭茶屋 - 挙母 - 足助

経由地はおおよその予定で細部は確定しておらず、1902年（明治35年）6月26日に愛知県知事宛に提出した測量の希望予定地として新川・高浜・高取・西端・榎前・高棚・福釜・箕輪・赤松・安城・平貴・志貴などを挙げている。また、1914年以降の免許取り消しによって最終的に新川 - 安城 - 矢作間（約13マイル）まで短縮されており、工事などが行われたのはその区間のみである。大正元年当時の地形図にその記録が残り、安城駅にはスイッチバックで駅北部に乗り入れる予定であった。

却下線
飯田方面
- 足助 - 稲橋 - 名倉 - 津具 - 飯田 - 伊那 - 松島 - 辰野

名古屋方面
- 挙母 - 大曽根 - 名古屋駅

## 予定車両
25噸タンク式機関車4両、一二等合造客車（い1-4）、三等客車（ろ1-20）、三等緩急合造客車（は1-6）、有蓋貨車（子1-16）、有蓋緩急車（丑1-2）、三枚側無蓋貨車（寅1-8）、二枚側無蓋貨車（卯1-8）、二枚側無蓋貨車（辰1-2）客貨車は四輪車